# برگ گندمی
برگ گندمی، چیرکو (نام علمی: Agriophyllum lateriflorum ) نام یک گونه  از سردهٔ برگ گندمی است. سرده برگ گندمی در ایران سه گونه گیاه شن دوست دارد و اغلب روی تپه‌های شنی بیابانی و ساحلی می‌رویند.